# Grammatik der neugriechischen Sprache
Die neugriechische Sprache ist in einer kontinuierlichen Entwicklung aus dem Altgriechischen hervorgegangen und bildet (zusammen mit ihren Vorstufen) einen eigenen Zweig der indogermanischen Sprachfamilie.
Sie hat im Bereich der Grammatik eine Reihe ursprünglicher Merkmale dieser Sprachfamilie bewahrt. Hervorzuheben sind in diesem Zusammenhang die konsequente Unterscheidung von Aspekten beim Verb und die nicht-periphrastische Bildung der Passivformen. Den Satzbau betreffende Entwicklungen jüngerer Zeit sind dagegen der Verlust des Infinitivs und die Herausbildung einer speziellen subordinierenden Satzkonstruktion, der Ypotaktiki. Sprachtypologisch zählt das Neugriechische zu den Akkusativsprachen mit überwiegend synthetisch/flektierendem Sprachbau. Die Bildung des Futurs mittels der vorangestellten Partikel θα tha und die mit dem Hilfsverb έχω echo „haben“ gebildeten Perfekttempora zeigen jedoch eine verstärkte Tendenz zum analytischen Sprachbau.

## Kategorien und Elemente der Nominalphrase

### Genus und Numerus
Γένος & Αριθμός
Wie im Deutschen unterscheidet das neugriechische Nomen drei grammatische Geschlechter (Genera) – männlich (αρσενικά), weiblich (θηλυκά) und sächlich (ουδέτερα) – sowie die beiden Numeri Einzahl (ενικός) und Mehrzahl (πληθυντικός). Der noch im Altgriechischen vorhandene Dual für die Zweizahl ist nicht mehr vorhanden und durch den Plural ersetzt. Das natürliche Geschlecht stimmt nicht zwangsläufig mit dem grammatischen überein, wie im Deutschen ist beispielsweise „das Mädchen“ (το κορίτσι to koritsi) sächlich, im Neugriechischen auch „der Junge“ (το αγόρι to agori). Die Flexionsendungen eines Nomens lassen vor allem in gesprochener Sprache oft nicht auf sein Genus schließen. Manche Gegenstandsbereiche lassen allerdings Faustregeln zu, so sind z. B. fast alle Inselnamen weiblichen Geschlechts.

### Kasus
Πτώσεις
Das Neugriechische hat vier Fälle:
- Im Nominativ (ονομαστική) steht das Satz-Subjekt oder ein Nominativ-Attribut: I mitéra mou íne Gallída (Η μητέρα μου είναι Γαλλίδα „Meine Mutter ist Französin“).
- Im Akkusativ (αιτιατική) steht das direkte Objekt eines Verbs: Vlépo to spíti (Βλέπω το σπίτι „Ich sehe das Haus“).
- Der Genitiv (γενική) kann außer in besitzanzeigender, attributiver Funktion auch als Kasus des indirekten Objektes verwendet werden: Pes tou Kósta oti den boró (Πες του Κώστα ότι δεν μπορώ „Sag Kostas, dass ich nicht kann“).
- Der Vokativ (κλητική) wird nur in der direkten Anrede benutzt und hat nur bei den Maskulina auf -os eine eigene Flexionsendung.: Fíle mou giatré, pes mou ti gínete! (Φίλε μου γιατρέ, πες μου τι γίνεται! „Freund Doktor, sag mir was los ist!“). Die einzigen Maskulina auf -os, deren Vokativ-Endung nicht -e lautet, sind zweisilbige Namen (Nikos, Vokativ Niko) und mehrsilbige zusammengesetzte Namen, deren zweiter Bestandteil ein zweisilbiger Name ist (Karakitsos aus kara und Kitsos, Vokativ Karakitso).

Der Dativ dagegen ist im Neugriechischen außer im Falle einiger feststehender Redewendungen (z. B. εν τω μεταξύ en to metaxí „indes“, εν τάξει en táxi „in Ordnung“) geschwunden, seine Rolle zur Kennzeichnung des indirekten Objektes hat er entweder an den Genitiv oder an eine Präpositionalphrase im Akkusativ abgegeben:
| O                            | Giannis | mou  | dini  | to   | vivlio. |
| Ο                            | Γιάννης | μου  | δίνει | το   | βιβλίο. |
| Der                          | Giannis | mein | gibt  | das  | Buch.   |
| Nom.                         | Nom.    | Gen. |       | Akk. | Akk.    |
| „Giannis gibt mir das Buch.“ |         |      |       |      |         |

| O                              | Giannis | dini  | to   | vivlio | sto            | Niko.          |                |
| Ο                              | Γιάννης | δίνει | το   | βιβλίο | στο            | Νίκο.          |                |
| Der                            | Giannis | gibt  | das  | Buch   | an den         | Nikos.         |                |
| Nom.                           | Nom.    |       | Akk. | Akk.   | Präp. mit Akk. | Präp. mit Akk. | Präp. mit Akk. |
| „Giannis gibt Nikos das Buch.“ |         |       |      |        |                |                |                |

### Artikel
Άρθρα
Das Neugriechische unterscheidet wie auch das Deutsche einen bestimmten und einen unbestimmten Artikel, der sich in Kasus, Genus und Numerus nach dem Bestimmungswort richtet.
Als unbestimmter Artikel (αόριστο άρθρο) dient das ursprüngliche Zahlwort ένας enas „ein“, das nur im Singular existiert. Der unbestimmte Artikel wird generell seltener als im Deutschen verwendet, z. B. im Zusammenhang mit einem Prädikatsnomen fehlt er im Neugriechischen: O Giannis ine filos mou (Ο Γιάννης είναι φίλος μου „Hans ist [ein] Freund von mir“).
|           | Maskulinum      | Femininum   | Neutrum     |
| --------- | --------------- | ----------- | ----------- |
| Nominativ | enas (ένας)     | mia (μια)   | ena (ένα)   |
| Genitiv   | enos (ενός)     | mias (μιας) | enos (ενός) |
| Akkusativ | ena(n) (ένα[ν]) | mia (μια)   | ena (ένα)   |

Beim bestimmten Artikel (οριστικό άρθρο) wird die Genus-Unterscheidung auch im Plural beibehalten. Er wird häufiger als im Deutschen verwendet, so z. B. auch vor Personen- und Eigennamen (έρχεται ο Γιώργος erchete o Giorgos „[der] Georg kommt“; είμαι από τη Γαλλία ime apo ti Gallia „ich bin aus [dem] Frankreich“). Außerdem fällt er beim Gebrauch weiterer Pronomina im Gegensatz zum Deutschen nicht fort (ο φίλος μου o filos mou wörtlich „der Freund meiner“, αυτό το παιδί afto to pedi „dieses [das] Kind“).
|            | Singular  | Singular          | Singular   | Plural      | Plural    | Plural    |
| Maskulinum | Femininum | Neutrum           | Maskulinum | Femininum   | Neutrum   |           |
| ---------- | --------- | ----------------- | ---------- | ----------- | --------- | --------- |
| Nominativ  | o (ο)     | i (η)             | to (το)    | i (οι)      | i (οι)    | ta (τα)   |
| Genitiv    | tou (του) | tis (της)         | tou (του)  | ton (των)   | ton (των) | ton (των) |
| Akkusativ  | ton (τον) | ti(n) (τη[ν]) (∗) | to (το)    | tous (τους) | tis (τις) | ta (τα)   |

### Substantive
Ουσιαστικά
Neugriechische Substantive und Eigennamen unterscheiden durch Endungsflexion die Numeri Singular und Plural sowie die vier Fälle Nominativ, Genitiv, Akkusativ und Vokativ. Wie im Deutschen gibt es die drei Wortgeschlechter (Genera) Maskulinum, Femininum und Neutrum, wobei aus der Flexionsendung nicht immer eindeutig auf das Geschlecht geschlossen werden kann. Der fast immer das Substantiv begleitende bestimmte oder unbestimmte Artikel schafft hier Eindeutigkeit.
Die Deklination der Substantive und Eigennamen kann grob in drei Klassen eingeteilt werden:

#### 1. Die Deklination der 7 Formen
Diese direkt aus dem Altgriechischen übernommene Deklinationsklasse hält für die acht möglichen Kombinationen aus Numerus und Kasus sieben verschiedene Formen bereit. Nur Nominativ und Vokativ Plural werden durch dieselbe Endung markiert, wie beispielsweise im Fall von γιατρός giatros „Arzt“.
|          | Nominativ          | Genitiv            | Akkusativ            | Vokativ             |
| -------- | ------------------ | ------------------ | -------------------- | ------------------- |
| Singular | giatr-os (γιατρός) | giatr-ou (γιατρού) | giatr-o (γιατρό)     | giatr-e! (γιατρέ!)  |
| Plural   | giatr-i (γιατροί)  | giatr-on (γιατρών) | giatr-ous (γιατρούς) | giatr-i! (γιατροί!) |

Die weit überwiegende Anzahl von Substantiven in dieser Klasse sind maskulin, nur eine kleine Gruppe ist feminin, hierbei ist besonders die Wortgruppe um οδός odós „Straße“ und die Namen fast aller Inseln und vieler anderer Toponyme hervorzuheben.

#### 2. Die Deklination des S-Prinzips
Gemeinsames Merkmal dieser Deklinationsklasse, die nur weibliche und männliche Substantive umfasst, ist das Vorliegen oder Fehlen eines Endungs-/s/.
Die Maskulina dieses Typs haben im Singular einen Nominativ mit Endungs-/s/ und eine gemeinsame Form für Akkusativ, Genitiv und Vokativ ohne /s/.
Beispiel άντρας andras „Mann“:
|          | Nominativ        | Genitiv          | Akkusativ        | Vokativ            |
| -------- | ---------------- | ---------------- | ---------------- | ------------------ |
| Singular | andr-as (άντρας) | andr-a (άντρα)   | andr-a (άντρα)   | andr-a! (άντρα!)   |
| Plural   | andr-es (άντρες) | andr-on (αντρών) | andr-es (άντρες) | andr-es! (άντρες!) |

Die Feminina diese Deklinationstyps dagegen haben im Singular eine gemeinsame /s/-lose Form für Nominativ, Akkusativ und Vokativ aber einen Genitiv mit /s/.
Beispiel πόλη poli „Stadt“:
|          | Nominativ       | Genitiv          | Akkusativ       | Vokativ           |
| -------- | --------------- | ---------------- | --------------- | ----------------- |
| Singular | pol-i (πόλη)    | pol-is (πόλης)   | pol-i (πόλη)    | pol-i! (πόλη!)    |
| Plural   | pol-is (πόλεις) | pol-eon (πόλεων) | pol-is (πόλεις) | pol-is! (πόλεις!) |

Eine große Untergruppe der nach dem s-Prinzip deklinierten Substantive bilden die Pluralformen ungleichsilbig, das heißt, es wird ein Konsonant als silbenbildendes Element vor der eigentlichen Endung eingeschoben: γιαγιά giagia (Nom. Singular) – γιαγιάδες i giagiades (Nom. Plural).

#### 3. Die Deklination der Neutra
Die Neutra-Deklinationen sind eine inhomogene Gruppe von teilweise aus dem Altgriechischen übernommenen und formenreduzierten Deklinationsklassen und sprachhistorisch späteren Entwicklungen. Das ihnen allen gemeinsame Merkmal ist die Übereinstimmung der Formen von Akkusativ und Nominativ.
Beispiel βουνό vouno „Berg“.
|          | Nominativ      | Genitiv          | Akkusativ      | Vokativ          |
| -------- | -------------- | ---------------- | -------------- | ---------------- |
| Singular | voun-o (βουνό) | voun-ou (βουνού) | voun-o (βουνό) | voun-o! (βουνό!) |
| Plural   | voun-a (βουνά) | voun-on (βουνών) | voun-a (βουνά) | voun-a! (βουνά!) |

#### Ausnahmen
Neben den regelmäßigen Deklinationsgruppen gibt es diverse, meist aus dem Altgriechischen übernommene oder analog konstruierte Substantive, die sich nicht eindeutig in eines der obigen Schemata pressen lassen. Siehe dazu Unregelmäßige Substantive im Neugriechischen.

### Adjektive
Επίθετα
Das Adjektiv richtet sich in Kasus, Genus und Numerus nach dem Substantiv, auf das es sich bezieht. Dies gilt im Unterschied zum Deutschen auch bei Verwendung des Adjektivs als Prädikatsnomen:
- Im Nominativ (Ο Γιάννης είναι άρρωστος O Giannis ine arrostos „Hans ist krank“, Η Μαρία είναι άρρωστη I Maria ine arrosti „Maria ist krank“),
- oder im Akkusativ (Η δουλειά κάνει τους άντρες άρρωστους Ι doulia kani tous andres arrostous „Die Arbeit macht die Männer krank“, Η δουλειά κάνει τις γυναίκες άρρωστες Ι doulia kani tis ginekes arrostes „Die Arbeit macht die Frauen krank“),
- aber auch in der Verwendung als Prädikatsattribut (Η Μαρία κοιτάζει τους στρατιώτες αμίλητη I Maria kitazi tous stratiotes amiliti / Ο Γιάννης κοιτάζει τους στρατιώτες αμίλητος O Giannis kitazi tous stratiotes amilitos „Maria/Hans betrachtet die Soldaten schweigend“).

#### Deklination
Der Großteil der neugriechischen Adjektive deklinieren nach dem folgenden Schema oder einer seiner Varianten:
|           | Singular       | Singular       | Singular      | Singular       | Plural         | Plural         | Plural           | Plural          |
| Nominativ | Genitiv        | Akkusativ      | Vokativ       | Nominativ      | Genitiv        | Akkusativ      | Vokativ          |                 |
| --------- | -------------- | -------------- | ------------- | -------------- | -------------- | -------------- | ---------------- | --------------- |
| männlich  | kal-os (καλός) | kal-ou (καλού) | kalo-o (καλό) | kal-e! (καλέ!) | kal-i (καλοί)  | kal-on (καλών) | kal-ous (καλούς) | kal-i! (καλοί!) |
| weiblich  | kal-i (καλή)   | kal-is (καλής) | kal-i (καλή)  | kal-i! (καλή)  | kal-es (καλές) | kal-on (καλών) | kal-es (καλές)   | kal-es! (καλές) |
| sächlich  | kal-o (καλό)   | kal-ou (καλού) | kalo-o (καλό) | kal-o! (καλό)  | kal-a (καλά)   | kal-on (καλών) | kal-a (καλά)     | kal-a! (καλά)   |

καλός: „gut“
Bei Adjektiven auf -os, deren Stamm auf einen betonten Vokal (oder Diphthong) endet, lauten die Femininum-Singular Formen auf /a(s)/ statt auf /i(s)/: η ωραία i oréa („die Schöne“), aber: η βίαιη i víeï („die Gewaltsame“).
Ebenso ist dies meist bei gelehrten Adjektiven mit Stamm auf -r der Fall: η ερυθρά θάλασσα i erythra thalassa („das Rote Meer“), aber: η μυτερή λαβή i myteri lavi („der spitze Griff“).
Des Weiteren bilden manche volkstümlichen Adjektive im Femininum Singular die Formen auf /ia(s)/: η ξανθιά i xanthia („die Blonde“).

#### Steigerung (Komparation) von Adjektiven
Das neugriechische Adjektiv kann in vier verschiedenen Steigerungsstufen (Komparationsgraden) stehen.
- Dem Positiv: ωραίος oreos („schön“)
- Dem Komparativ: πιο ωραίος pio oréos, ωραιότερος oreóteros („schöner“)
- Dem Superlativ: ο πιο ωραίος o pio oréos, ο ωραιότερος o oreóteros („der Schönste“)
- Dem Elativ: πολύ ωραίος polý oréos, ωραιότατος oreótatos („sehr schön“)

Die Komparationsstufen können dabei auf zwei verschiedene Weisen gebildet werden, durch Ableitung mittels Anhängung des Suffixes „ter“ (τερ) im Komparativ und Superlativ bzw. „tat“ (τατ) im Elativ oder durch Umschreibung des Positivs mit dem Adverb πιο pio („mehr“) für den Komparativ oder πολύ poly („sehr“) für den Elativ. Der Superlativ wird in beiden Steigerungsvarianten durch Hinzufügen des bestimmten Artikels gebildet.
Die KNG-Kongruenz bleibt auch bei den Steigerungsformen des Adjektivs bestehen. Durch Hinzufügen der Steigerungssuffixe kann es zu Betonungsverschiebungen im Wortstamm kommen. Für einige sehr häufig gebrauchte Adjektive wie „gut“ (καλός kalos), „groß“ (μεγάλος megalos) oder „klein“ ( mikros) bestehen unregelmäßige Steigerungsformen. Manche Lehnwörter sowie eine Klasse volkssprachlicher Adjektive, die auf -ύς -ys oder -ης -is enden, können nur durch die umschreibende Variante mit πιο pio gesteigert werden.

### Pronomen

#### Personalpronomen
Im Neugriechischen werden schwache und starke Personalpronomina unterschieden, in der Häufigkeit der Verwendung überwiegen die schwachen. In manchen Fällen werden auch beide Arten von Pronomina zusammen verwendet. Als Höflichkeitsform dient die 2. Person Plural.

##### Starke Personalpronomen
Die starken Personalpronomina werden vor allem zum Zweck der Betonung und der Hervorhebung von Gegensätzen verwendet, zudem nach Präpositionen sowie in prädikatslosen Sätzen.
|           | Singular      | Singular                      | Singular                                    | Plural           | Plural                        | Plural                                    |
| 1. Person | 2. Person     | 3. Person (mask. fem. neutr.) | 1. Person                                   | 2. Person        | 3. Person (mask. fem. neutr.) |                                           |
| --------- | ------------- | ----------------------------- | ------------------------------------------- | ---------------- | ----------------------------- | ----------------------------------------- |
| Nominativ | egó (εγώ)     | esý (εσύ)                     | avtós, avtí, avtó (αυτός, αυτή, αυτό)       | (e)mís ([ε]μείς) | (e)sís ([ε]σείς)              | avtí, avtés, avtá (αυτοί, αυτές, αυτά)    |
| Genitiv   | eména (εμένα) | eséna (εσένα)                 | avtoú, avtís, avtoú (αυτού, αυτής, αυτού)   | emás (εμάς)      | esás (εσάς)                   | avtón, avtón, avtón (αυτών, αυτών, αυτών) |
| Akkusativ | eména (εμένα) | eséna (εσένα)                 | avtón, avtí(n), avtó (αυτόν, αυτή(ν), αυτό) | emás (εμάς)      | esás (εσάς)                   | avtoús, avtés, avtá (αυτούς, αυτές, αυτά) |

Beispiele:
- Hervorhebung: Φταίω εγώ. Ftéo egó. („Ich bin schuld.“)
- Kontrastierung: Ακούς αυτόν ή αυτήν; Akoús aftón i aftín? („Hörst du ihn oder sie?“)
- Prädikatslos: [Ποιός πλένει;] Εσύ! [Piós pléni?] Esý! („[Wer spült?] Du!“)
- Nach Präposition: Το κορίτσι ήρθε σ’εμένα. To korítsi írthe s’eména. („Das Mädchen kam zu mir.“)

##### Schwache Personalpronomen
Die schwachen Personalpronomina gehören zu den wenigen Elementen der neugriechischen Sprache, die strikten Regeln bezüglich der Satzstellung unterliegen. Näheres dazu siehe unter Wortstellung bei schwachen Personalpronomen.
|           | Singular  | Singular                      | Singular                        | Plural     | Plural                        | Plural                                |
| 1. Person | 2. Person | 3. Person (mask. fem. neutr.) | 1. Person                       | 2. Person  | 3. Person (mask. fem. neutr.) |                                       |
| --------- | --------- | ----------------------------- | ------------------------------- | ---------- | ----------------------------- | ------------------------------------- |
| Nominativ | —         | —                             | tos, ti, to (τος, τη, το) (∗)   | —          | —                             | ti, tes, ta (τοι, τες, τα) (∗)        |
| Genitiv   | mou (μου) | sou (σου)                     | tou, tis, tou (του, της, του)   | mas (μας)  | sas (σας)                     | tous, tous, tous (τους, τους, τους)   |
| Akkusativ | me (με)   | se (σε)                       | ton, ti(n), to (τον, τη[ν], το) | emás (μας) | esás (σας)                    | tous, tis/tes, ta (τους, τις/τες, τα) |

Beispiele:
- Enklitische Verwendung von Personalpronomen (direkt nach dem finiten Verb) beim echten Imperativ:
Πες μου! Pes mou! („Sag’s mir!“)
- Proklitische Verwendung von Personalpronomen (direkt vor dem finiten Verb) als Objekt:
Σου γράφω. Sou grafo. („Ich schreibe dir.“)

## Kategorien und Elemente der Verbalphrase
Das neugriechische finite Verb hat verschiedene Person- und Numerus differenzierende Flexionsschemata für die grammatischen Kategorien des Verbgeschlechts, des Aspekts und der Zeitstufe.
Der Aspekt wird zumeist durch Änderungen am Verbstamm selbst angezeigt oder durch Einschub eines /s/-Lautes in die Lautfolge zwischen Stamm und Endung. Die Zeitstufen Vergangenheit und Gegenwart haben unterschiedliche Endungsreihen, zusätzlich sind in allen bis auf einem Deklinationschema (Paratatikos der endbetonten Verben) die Formen der Vergangenheit durch eine Betonungsverschiebung auf die drittletzte Silbe markiert. Das Futur und der Konditional werden analytisch durch Voranstellung der Partikel tha (θα) oder na (να) gebildet. Auch die perfektischen Zeitformen werden umschreibend aus der Kombination Hilfsverb und einem ungebeugten Aparemfato gebildet. Das neugriechische „Passiv“ ist aus den mediopassiven Formen des Altgriechischen hervorgegangen und folgt in den Zeitstufen der Gegenwart und der Vergangenheit einem Konjugationsschema mit eigenen Endungsreihen.
Diesen finiten, also Person und Numerus ausdrückenden Kategorien stehen die semifiniten (Imperativ – nur in 2. Person Singular und Plural) und infiniten (z. B. das Partizip Präsens Aktiv) Verbformen gegenüber.

### Person und Numerus
Πρόσωπο & Αριθμός
Das neugriechische finite Verb konjugiert in Kongruenz zum Satzsubjekt in der ersten bis dritten Person in Einzahl und Mehrzahl. Der im Altgriechischen noch rudimentär vorhandene Dual ist im Neugriechischen vollends verschwunden.

### Zeitstufe
Χρόνος
Es werden drei Zeitstufen unterschieden: Die Vergangenheit (παρελθόν), die Gegenwart (Präsens, ενεστώτας) und die Zukunft (Futur, μέλλοντας).

### Aspekt
Τρόπος, Ρηματική άποψη
Das neugriechische Verb drückt in fast allen seinen Formen einen der drei möglichen Verbalaspekte aus. Eine Handlung oder ein Geschehen wird durch die Aspekte nach dem Vollendungsgrad beziehungsweise nach der Art ihres zeitlichen Ablaufs kategorisiert.
- Eine Handlung wird nach ihrem Abschluss im Hinblick auf ihre Auswirkungen auf die Erzählzeit betrachtet. Dieser Aspekt wird als perfektisch bezeichnet (griechisch: εξακολουθητική άποψη).
- Eine Handlung wird als zur Erzählzeit fortlaufend oder wiederholt kategorisiert. Dieser Aspekt wird als imperfektiv, paratatisch oder fortlaufend bezeichnet (griech.: στιγμιαία oder μη-συνοπτική άποψη).
- Eine Handlung wird als momentan, punktuell betrachtet. Dieser Aspekt heißt perfektiv, aoristisch oder punktuell (griech.: συντελεσμένη oder συνοπτική άποψη).

Dass die Zeitstufe der Gegenwart prinzipiell als im Verlauf befindlich begriffen wird, erklärt das Fehlen einer „punktuellen“ Gegenwartsform. Da aber in der üblichen Nebensatzbildung als Modalaussage die Aspektunterscheidung wiederum zwingend ist, ist die Aspektunterscheidung auch in der Alltagssprache allgegenwärtig (siehe Ypotaktiki).
Da der deutschen Sprache eine Aspektunterscheidung in diesem Sinne fremd ist, kann die Verwendung am besten an Beispielen gezeigt werden; das unregelmäßige Verb „sehen“ macht die Aspektunterscheidung in der Vergangenheit besonders deutlich:
- Imperfektiv: Kathe chimona evlepa ta chionismena vouna. „Jeden Winter sah ich die verschneiten Berge.“
- Perfektiv:  Chtes ton ida to Gianni. „Gestern sah ich Hans.“

Beim Verb für „sehen“ verwenden die Tempora Paratatikos und Aorist nicht nur einen veränderten, sondern einen komplett anderen Verbstamm für den gleichen Begriff.
Aspektunterscheidung im Imperativ (Befehlsform)
- Imperfektiv: Panda proseche sto dromo! „Achte immer auf die Straße!“
- Perfektiv: An to psonisis, prosexe tin timi! „Wenn du das kaufst, achte auf den Preis!“

Aspektunterscheidung im Futur
- Imperfektiv: Tha sou grafo kathe mera „Ich werde dir jeden Tag schreiben.“
- Perfektiv: Avrio tha grapso ena gramma gia ti mana mou. „Morgen schreibe ich einen Brief an meine Mutter.“

Aspektunterscheidung in der „Ypotaktiki“
- Imperfektiv: Thelo panda na pinis polý neró „Ich will, dass du immer viel Wasser trinkst“
- Perfektiv: Thelo na piís polý neró avrio „Ich will, dass du morgen viel Wasser trinkst“

#### Zur Begrifflichkeit der Aspekt-Bezeichnungen
Für die in der deutschen Grammatik nicht vorhandene Verbalkategorie „Aspekt“ wird in der Fachliteratur eine nicht einheitliche Terminologie verwendet, Begriffe wie „perfekt“, „perfektiv“ und „perfektisch“ tauchen in unterschiedlicher Bedeutung auf, die Bezeichnungen für die Aspekte sind in der Literatur uneinheitlich und teilweise sogar widersprüchlich.
Die meisten heutigen indogermanischen Sprachen haben das ursprünglich dreigliedrige Aspektsystem auf nur zwei Aspekte (imperfekt/unvollendet und perfekt/vollendet) oder sogar vollständig reduziert, wohingegen im Neugriechischen weiterhin alle drei Aspekte verwendet werden. Hans Ruge bezeichnet sie in seiner „Grammatik des Neugriechischen“ als „perfektisch“, „imperfektiv“ und „perfektiv“, wobei ersterer für die resultativen Tempora Perfekt, Plusquamperfekt und vollendetes Futur steht und letzterer für die mit dem Aoriststamm gebildeten Tempora. In Publikationen, die sich nicht mit der griechischen Sprache, sondern z. B. den slawischen Sprachen beschäftigen, wird hingegen der perfektive Aspekt oft „perfektisch“ genannt.

### Tempora: Zeitstufe und Aspekt
Das Neugriechische hat ein kombiniertes System aus Zeitstufe und Verbalaspekt, das heißt, jedes „Tempus“-Paradigma drückt sowohl eine Zeitstufe als auch einen Aspekt aus. Außer im Präsens – und das auch nur in Hauptsätzen – muss der Sprecher sich entscheiden, in welchem Aspekt er das Gesagte ausdrücken will. Im weiteren Abschnitt wird der Begriff „Tempus“ daher als Bezeichnung für ein Verbalpardigma verwendet, welches beide Informationen trägt, und nicht als Bezeichnung nur für die Zeitstufe.
|                | abgeschlossen     | andauernd         | momentan         |
| -------------- | ----------------- | ----------------- | ---------------- |
| Zukunft        | vollendetes Futur | andauerndes Futur | momentanes Futur |
| Gegenwart      | Perfekt           | Präsens           | —                |
| („Ypotaktiki“) | —                 | „Konj. Präsens“   | „Konj. Aorist“   |
| Vergangenheit  | Plusquamperfekt   | Paratatikos       | Aorist           |

Die Formen des Perfektivs sind in der Zeitstufe eingeordnet, auf die die abgeschlossenen Handlungen oder Ereignisse Auswirkungen haben. Daher ist das Tempus Perfekt in die Reihe der Gegenwart gestellt. (Man mache sich bewusst, dass die Aussage des Satzes „Dieser Busch hat noch nicht geblüht“ sich auf die Gegenwart bezieht, obwohl er auf ein Ereignis referiert, das in der Vergangenheit [nicht] stattgefunden hat).

#### Ypotaktiki
Das für das Neugriechische typische Satzbauschema der Ypotaktik (wörtlich „Konjunktiv“, bedeutet aber Hauptsatz und mit Modalpartikel angeschlossener Nebensatz mit einem Verb in einer grammatischen Konjunktiv-Form) fordert für das Verb im untergeordneten Satz eine von zwei weiteren Verbformen. Da der Modus „Konjunktiv“ im Neugriechischen seit langem anders realisiert wird (siehe unten), verwirren die traditionellen Bezeichnungen „Konjunktiv-Aorist“ (υποτακτική αορίστου) und „Konjunktiv-Präsens“ (υποτακτική του ενεστώτα) für diese beiden Tempora bei funktioneller Betrachtung ihres Vorkommens. Diese beiden „zeitlosen“ Tempora, mit denen syntaktisch unter anderem der im Neugriechischen verlorene Infinitiv ersetzt wird, realisieren die Scheidung des punktuellen und des fortlaufenden Aspektes in modalen Nebensätzen. In beiden Fällen wird eine Modalpartikel dem Verb vorangestellt (meist na, aber auch as) Der „Konjunktiv-Aorist“ ist hierbei der mit Abstand häufigere Anwendungsfall: Thelo na trexo „Ich will laufen“. Aussagen im Konjunktiv-Präsens dagegen sind durch die Natur ihrer Bedeutung bedingt relativ selten: Prepi na trecho 5 km kathe mera, ipe o giatros mou. „Ich muss jeden Tag 5 km laufen, sagte mein Arzt.“

#### Morphologie der Tempora
Die Zeitstufe wird durch Verwendung unterschiedlicher Flexionsreihen für Gegenwart und Vergangenheit, durch Betonungsverschiebung auf die drittletzte Silbe (ersatzweise bei zweisilbigen Wörtern durch ein vorgeschobenes Augment) oder durch den Vorsatz der Futur-Partikel tha (θα) ausgedrückt. Der Aspekt drückt sich dagegen im verwendeten Wortstamm oder der Wahl der analytischen Perfektform aus. Bis auf wenige Ausnahmen hat jedes neugriechische Verb mehrere Stämme, einen Präsens- oder paratatischen Stamm sowie je einen Aoriststamm für Aktiv und Passiv. An diesen aspektbestimmenden Stamm werden die zeitstufenkennzeichnenden Flexionsendungen angehängt oder das Augment und die Futur-Partikel „tha“ vorgeschoben.

#### Verwendung der Tempora
Die Verwendung der Tempora – sowohl in zeitlicher als auch in aspektueller Sicht – ist im Neugriechischen restriktiver als im Deutschen. Für den Satz „Morgen gehe ich zu Giannis“ muss die Form des Futurs benutzt werden, also „Morgen werde ich zu Giannis gehen“ (Αυριο Θα πάω στο Γιάννη Avrio tha pao sto Gianni). Da es sich um eine einmalige Handlung handelt, muss für den Satz der punktuelle Aspekt zur Anwendung kommen. Auch in einfachen umgangssprachlichen Situationen ist Verwendung des richtigen Aspektes zwingend – ein „ich will zahlen“ (θέλω να πληρώνω thelo na plirono) in der Form des imperfektiven Aspektes freut zwar den Wirt, ist aber nicht das Richtige, wenn man nur das gerade verzehrte Essen bezahlen will (θέλω να πληρώσω thelo na pliroso), da man damit gesagt hat, dass man ab jetzt gewohnheitsmäßig immer zahlen wolle. Die Verwendung einer Perfektform zur bloßen Darstellung einer vergangenen Handlung ist ebenfalls nicht möglich, im perfektischen Aspekt sollte nur eine Handlung erscheinen, deren Auswirkungen auf den Erzählzeitpunkt besonders hervorgehoben werden soll („Obwohl ich vollgetankt hatte, ging mir kurz vor Athen der Sprit aus“).
Von den neun möglichen Kombinationen aus den drei Zeitstufen und drei Aspekten sind im Neugriechischen de facto acht gebräuchlich, wobei die Formen des perfektischen Aspektes in der gesprochenen Sprache nicht so häufig auftauchen wie die anderen. Das Präsens spielt eine Sonderrolle: im Hauptsatz wird grundsätzlich das Verb mit paratatischem Stamm und Präsensendungen verwendet, eine Aspektdifferenzierung ist hier nicht möglich. Doch sowohl morphologisch als auch semantisch lässt sich die Grundform des Präsens in die Reihe des imperfektiven Aspektes stellen. Anders verhält es sich aber in untergeordneten Sätzen einer Präsens-Aussage, hier wird dem Verb des abhängigen Satzes die Partikel „na“ vorangesetzt und die Aspektdifferenzierung ist wieder durch Verwendung der verschiedenen Verbstämme gegeben. Die als „Ypotaktiki“ bezeichnete Satzkonstruktion ist im Neugriechischen sehr häufig, unter anderem, da sie als Ersatz für die fehlenden Infinitivkonstruktionen dient. Diese aus der Wunsch- oder Möglichkeitsform entstandene Satzkonstruktion wird zumeist als „zeitstufenfrei“ betrachtet und damit nicht als vollständiges Tempus im oben genannten Sinne angesehen. In der obenstehenden Tabelle ist sie unterhalb des Präsens eingereiht.

#### Imperativ
Προστακτική
Auch im Imperativ, der Befehlsform des Verbs, ist eine Aspektunterscheidung möglich. Der Imperativ existiert produktiv nur noch in der zweiten Person Singular und Plural, ein Imperativ der dritten Person (zito! „Er lebe!“) ist nur noch in feststehenden Redewendungen zu finden. Neben der Bildung des Imperativs durch Flexion ist auch die etwas moderater wirkende umschreibende Bildung mittels der Partikel na (να φας! na phas! „Iss!“) möglich. Die Negation muss zwingend mit der Negationspartikel mi(n) (μη[ν]) ausgedrückt werden (min kles! „Heul nicht!“).

### Diathese und Genus Verbi
Διαθέσεις και Φωνές
Vereinfacht gesagt drückt die Diathese („Handlungsrichtung“) (im semantischen Sinne) einer Aussage aus, welche Rolle das grammatische Subjekt eines Satzes in einer Handlung hat. Ziel der Handlung ist entweder ein anderes Objekt („Hans wäscht das Auto“ – Aktiv), das Subjekt selbst („Hans wäscht sich“ – Reflexiv) oder das Subjekt selbst ist Ziel einer von anderen ausgeführten Handlung („Hans wird gewaschen“ – Passiv). Eine weitere Diathese ist z. B. die gegenseitige Handlung mehrerer Subjekte am jeweils anderen („Hans und Maria schubsen sich“ – Reziprok).
Wenn es in einer Sprache für diese semantische Kategorisierung von Handlungen eine grammatische Entsprechung in der Verb-Morphologie gibt, wird diese als Genus Verbi oder Verbgeschlecht bezeichnet. Im Deutschen können Verben in einem der beiden Verbgeschlechter Aktiv oder Passiv gebraucht werden, andere Sprachen wie z. B. Sanskrit oder Altgriechisch hatten ein weiteres, das Medium, was vor allem für die reflexive Diathese oder für Zustandsverben zum Einsatz kam.
Im Neugriechischen sind nicht die altgriechischen Mediumsformen, sondern die Passivformen verloren gegangen, daher wird die passive Diathese ebenfalls mit der Formengruppe des mediopassiven Genus Verbi ausgedrückt. Wegen dieser Mehrfachbelegung des Genus Medio-Passiv mit verschiedenen Diathesen wird es vom Linguisten Hans Ruge in seiner „Grammatik des Neugriechischen“ schlicht als nicht-aktiv bezeichnet.
Die neugriechische Schulgrammatik unterscheidet vier Diathesen („Stimmungen“) des Verbs: ενεργητική διάθεση (handelnd, aktiv), παθητική διάθεση (erleidend, passiv), μέση διάθεση (mittel, rückbezüglich) und ουδέτερή διάθεση (neutral, keine Handlung, Zustand). Die beiden Genera Verbi werden als ενεργητική φωνή und παθητική φωνή (handelnde und erleidende Stimme) bezeichnet.

#### Aktiv
ενεργητική φωνή
Das grammatisch aktive Genus eines Verbs, für das beide Genera möglich sind, drückt stets die aktive Diathese oder im Fall von manchen intransitiven Verben den Zustand des Subjektes aus.

#### Nicht-Aktiv
παθητική φωνή
Die neugriechischen nicht-aktiven Verbformen sind morphologisch von denen des altgriechischen Medio-Passiv abgeleitet. Im Gegensatz zum Deutschen aber analog zum Lateinischen werden diese „passiven“ Verbformen flektierend, also mittels eigener Verb-Endungen gebildet und werden nicht mit einem Hilfsverb umschrieben (im Deutschen z. B. „werden“).
In vielen Fällen (βλέπομαι vlepome „ich werde gesehen“) drückt die nicht-aktive Form eine dem deutschen Passiv entsprechende Bedeutung aus. Aber aufgrund der oben skizzierten sprachgeschichtlichen Entwicklung haben viele neugriechische Verben im nicht-aktiven Genus Verbi keine passive, sondern ein reflexive Bedeutung: das aktive βρίσκω vrisko bedeutet „ich finde“, aber das nicht-aktive βρίσκομαι vriskome meint nicht „ich werde gefunden“, sondern „ich befinde mich“. In diesem Fall muss das tatsächlich passive „Gefunden-werden“ als aktives „sie finden mich“ umschrieben werden: Φοβάμαι οτι με βρίσκουν Fovame oti me briskoun („Ich befürchte, dass sie mich finden“). Zudem gibt es eine große Gruppe Verben aus den Bedeutungsbereichen des Fühlens, des Sich-befindens und dem der Körperpflege, deren Nicht-Aktiv stets oder kontextabhängig eine reflexive Diathese hat (siehe dazu die Beispiele weiter unten).

##### Das Hilfsverb „sein“
Auch die neugriechische Entsprechung des Hilfsverbs „sein“ – είμαι ime – wird mit einem an die nicht-aktive Endungsreihe angelehnten Schema konjugiert: είμαι ime – είσαι ise – είναι ine – είμαστε imaste – είσαστε/είστε isaste/iste – είναι ine.

#### Deponentien
αποθετικά
Wie schon im Altgriechischen gibt es auch im Neugriechischen eine Gruppe von Verben, die ausschließlich im nicht-aktiven Genus Verbi realisiert werden können, für die also keine Aktivformen existieren. Solche Verben werden Deponentien genannt. Trotz ihrer grammatischen Form können sie in manchen Fällen eine aktive Diathese ausdrücken, zumeist stehen sie aber für die reflexive Diathese oder für Zustände. Das bekannteste neugriechische Deponens ist vermutlich έρχομαι erchome („kommen“) mit seinem unregelmäßigen Imperativ ελα! ela („Komm!“). Von solchen Deponentien kann logischerweise mit grammatischen Mitteln kein semantisches Passiv mehr gebildet werden, da die passive Form schon durch das Grundwort belegt ist, ein Sprecher muss in diesem Fall auf lexikalische Mittel zurückgreifen.

#### Beispiele
- Grammatisches Passiv eines „Normalverbs“ hat reflexive Diathese:

Ο άντρας πλένεται. O andras plenete. „Der Mann wäscht sich.“ (Ist das Subjekt kein Lebewesen, wird dagegen die passive Diathese angenommen: „Das Auto wird gewaschen.“)
Το αγόρι κρύβεται. To agori kryvete. „Der Junge versteckt sich.“ (Das Passiv „Der Junge wird versteckt“ muss zwingend mit anderen Mitteln ausgedrückt werden, bevorzugt wird eine die unpersönliche Aktiv-Konstruktion „Sie verstecken den Jungen“ verwendet.)
- Grammatisches Passiv eines „Normalverbs“ hat reziproke Diathese:

Μη σπρώχνεστε! Mi sprochneste! „Schubst euch nicht!“
- Manche Deponentien (das heißt, das Verb existiert nur als grammatisches Passiv) haben aktive Diathese:

έρχομαι erchome „ich komme“ – στέκομαι stekome „ich stehe“
- Andere Deponentien drücken überwiegend, aber nicht ausschließlich die reflexive Diathese aus:

θυμάμαι thymame „ich erinnere mich“ – αρνούμαι arnoume „ich weigere mich“ – αισθάνομαι esthanome „ich fühle mich“

### Das Verb

#### Konjugationstabellen
Exemplarisch die vollständige Konjugation des regelmäßigen Verbs γράφω („ich schreibe“)

##### Nicht zusammengesetzte Formen im imperfektiven (paratatischen) Aspekt
|        | Nicht-Vergangenheit Aktiv | Vergangenheit Aktiv | Nicht-Vergangenheit Passiv | Vergangenheit Passiv      |
| ------ | ------------------------- | ------------------- | -------------------------- | ------------------------- |
| 1. Sg. | γράφω – gráfo             | έγραφα – égrafa     | γράφομαι – gráfome         | γραφόμουν – grafómoun     |
| 2. Sg. | γράφεις – gráfis          | έγραφες – égrafes   | γράφεσαι – gráfese         | γραφόσουν – grafósoun     |
| 3. Sg. | γράφει – gráfi            | έγραφε – égrafe     | γράφεται – gráfete         | γραφόταν – grafótan       |
| 1. Pl. | γράφουμε – gráfoume       | γράφαμε – gráfame   | γραφόμαστε – grafómaste    | γραφόμασταν – grafómastan |
| 2. Pl. | γράφετε – gráfete         | γράφατε – gráfate   | γράφεστε – gráfeste        | γραφόσασταν – grafósastan |
| 3. Pl. | γράφουν – gráfoun         | έγραφαν – égrafan   | γράφονται – gráfonte       | γράφονταν – gráfontan     |

Das Neugriechische hat viele Verben, deren Konjugationsschema zum Teil erheblich vom oben gezeigten abweicht. Dem zugrunde liegen in manchen Fällen Sprechvereinfachungen und Lautverschleifungen bei besonders häufig benutzten Verben, aber auch die teilweise Übernahme von altgriechischen Schemata bei „gelehrten“ Verben. Siehe dazu auch den Artikel Unregelmäßige Verben im Neugriechischen.

##### Nicht zusammengesetzte Formen im perfektiven (aoristischen) Aspekt
|        | Nicht-Vergangenheit Aktiv | Vergangenheit Aktiv | Nicht-Vergangenheit Passiv | Vergangenheit Passiv    |
| ------ | ------------------------- | ------------------- | -------------------------- | ----------------------- |
| 1. Sg. | γράψω – grápso            | έγραψα – égrapsa    | γραφτώ – graftó            | γράφτηκα – gráftika     |
| 2. Sg. | γράψεις – grápsis         | έγραψες – égrapses  | γραφτείς – graftís         | γράφτηκες – gráftikes   |
| 3. Sg. | γράψει – grápsi           | έγραψε – égrapse    | γραφτεί – graftí           | γράφτηκε – gráftike     |
| 1. Pl. | γράψουμε – grápsoume      | γράψαμε – grápsame  | γραφτούμε – graftoúme      | γραφτήκαμε – graftíkame |
| 2. Pl. | γράψετε – grápsete        | γράψατε – grápsate  | γραφτείτε – graftíte       | γραφτήκατε – graftíkate |
| 3. Pl. | γράψουν – grápsoun        | έγραψαν – égrapsan  | γραφτούν – graftoún        | γράφτηκαν – gráftíkan   |

### Adverbien
Επιρρήματα
Adverbien sind unflektierte Zusätze zum Prädikat einer Aussage wie „sehr“, „bald“, „gern(e)“ oder „schnell“, die die Umstände einer Handlung zeitlich, räumlich oder modal genauer spezifizieren. Wie im Deutschen wird beim Prädikatsattribut oder Prädikativum das Adjektiv gesetzt: Η Μαρία είναι γρήγορη I Maria ine grigori („Maria ist schnell“) versus Η Μαρία τρώει γρήγορα I Maria troi grigora („Maria isst schnell“).

#### Von Adjektiven abgeleitete Adverbien
Ein von einem Adjektiv abgeleitetes Adverb entspricht der Form nach dem Nominativ Plural Neutrum des Adjektivs und ist nach dem gleichen Schema wie Adjektive steigerbar.
Adjektiv: γρήγορος grigoros („schnell“) → Adverb: γρήγορα grigora → Komparativ: πιο γρηγορα pio grigora oder γρηγορότερα grigorotera
Die überwiegende Anzahl der neugriechischen von Adjektiven abgeleiteten Adverbien endet daher auf den Laut /a/. Eine kleinere Gruppe Adverbien, die von den auf -ys deklinierten Adjektiven abgeleitet ist, bildet dagegen das Adverb auf die ältere Endung -os (-ως). Für manche Adjektive und damit auch für die Adverbien sind beide Bildungen möglich, womit aber zumeist ein Bedeutungsunterschied einhergeht, beispielsweise akrivos („genau“) versus akriva („teuer“).

## Satzbau

### Wortstellung
Die Wortstellung in neugriechischen Sätzen ist prinzipiell frei, mit starken Einschränkungen bei Partikeln und Pronomen.

#### Im Aussagesatz
Wie im deutschen Aussagesatz ist durch die Kasusmarkierung von Subjekt (S) und Objekt (O) eine Position jeweils vor oder hinter dem Prädikatsverb (V) möglich. In beiden Sprachen ist die erste die überwiegende, die zweite kann aber zum Zweck der Hervorhebung gesetzt werden:
- (S-V-O) I gata kynigai ti zourida. „Die Katze jagt den Marder.“
- (O-V-S) Ti zourida kynigai i gata. „Den Marder jagt die Katze.“

Im Gegensatz zum Deutschen unterliegt die Wortstellung im Aussagesatz aber nicht der Einschränkung, dass das finite Verb an zweiter Stelle stehen muss. Dadurch sind auch folgende Wortstellungen möglich, die im Deutschen entweder einen Frage- bzw. Bedingungssatz markieren oder im Fall der Verbendstellung nur im Nebensatz möglich sind:
- (V-S-O) Kynigai i gata ti zourida. „Jagt die Katze den Marder.“
- (V-O-S) Kynigai ti zourida i gata „Jagt den Marder die Katze.“
- (S-O-V) I gata ti zourida kynigai „Die Katze den Marder jagt.“
- (O-S-V) Ti zourida i gata kynigai „Den Marder die Katze jagt.“

#### Im Fragesatz
Auch im Fragesatz gibt das Neugriechische keine Wortstellung vor, die Frage wird lediglich durch eine geänderte Intonation ausgedrückt (Anheben der Stimme am Satzende).

#### Bei schwachen Personalpronomen
Die Stellung der schwachen Personalpronomina zu ihrem Bezugswort unterliegen abhängig von ihrer syntaktischen Rolle strikten Regeln. Als Genitivattribut steht das Pronomen zwingend hinter seinem Hauptwort (i gata mou „meine Katze“) als Objekt hingegen zwingend vor dem finiten Verb (Mou grafis „Du schreibst mir“).

### Aktuelle Grammatiken
- Georgios N. Chatzidakis: Einleitung in die neugriechische Grammatik. Leipzig 1892, Nachdruck: Hildesheim/ Wiesbaden 1977 (Bibliothek indogermanischer Grammatiken, 5).
- Peter Mackridge, David Holton, Irene Philippaki-Warburton: Greek. A comprehensive grammar of the modern language. Routledge, London 1997 (englisch, eingeschränkte Ansicht, Google Books).
  - Griechische Übersetzung: Γραμματική της Ελληνικής γλώσσας. Patakis, Athen 1999.
- Peter Mackridge, David Holton, Irene Philippaki-Warburton: Greek. An essential grammar of the modern language. Routledge, London 2004, ISBN 0-415-23210-4 (englisch, eingeschränkte Ansicht, Google Books).
  - Griechische Übersetzung: Βασική Γραμματική της Ελληνικής γλώσσας. Patakis, Athen 2007.
- Hubert Pernot: Grammaire grecque moderne. Première partie. Garnier frères, Paris 1897, mehrfach nachgedruckt, Nachdruck 4. Auflage, 1912 (französisch, Digitalisat im Textarchiv – Internet Archive).
- Hubert Pernot, mit Camille Polack: Grammaire du grec moderne (Seconde partie). Garnier Frères, Paris 1921 (französisch, Digitalisat im Textarchiv – Internet Archive).
- Γ. Μπαμπινιώτης, П. Κοντός: Συγχρονική γραμματική της Κοινής Νέας Ελληνικής. Athen 1967 (griechisch).
- Hans Ruge: Grammatik des Neugriechischen: Lautlehre, Formenlehre, Syntax. Vierte, völlig neu bearbeitete Auflage, Edition Romiosini 2021; dritte, erweiterte und korrigierte Auflage, Romiosini Verlag, Köln 2001 (2. Aufl. 1997, 1. Aufl. 1986), ISBN 3-923728-19-0.
- Albert Thumb: Handbuch der neugriechischen Volkssprache. Grammatik, Texte, Glossar. Strassburg 1910.
- Henri Tonnet: Précis pratique de grammaire grecque moderne. Langues et mondes, Paris 2006 (französisch).
- Μανόλης Τριανταφυλλίδης: Νεοελληνική Γραμματική (της Δημοτκής). Thessaloniki 1941, Nachdrucke 1978 (mit einem Επίμετρο), 1988, 1993, 2002 (Ανατύπωση της έκδοσης του ΟΣΕΒ (1941) με διορθώσεις: Neuauflage der Originalausgabe von 1941 mit Korrekturen)
- Μανόλης Τριανταφυλλίδης: Μικρή Νεοελληνική Γραμματική. Athen 1949 (griechisch).
  - Νεοελληνική Γραμματική. Αναπροσαρμογή της μικρής Νεοελληνικής Γραμματικής του Μανόλη Τριανταφυλλίδη. Οργανισμός εκδόσεως διδακτικών βιβλίων. Athen 1976 (griechisch, Digitalisat, PDF, 6,0 MB).
- Μαρία Τζεβελέκου, Βίκυ Κάντζου, Σπυριδούλα Σταμούλη: Βασική Γραμματική της Ελληνικής. Athen 2007 (griechisch; Digitalisat [Memento vom 9. Juni 2011 im Internet Archive; PDF, 4,1 MB]).
- Pavlos Tzermias: Neugriechische Grammatik. Formenlehre der Volkssprache mit einer Einführung in die Phonetik, die Entstehung und den heutigen Stand des Neugriechischen. Bern 1969.

### Ältere Grammatiken

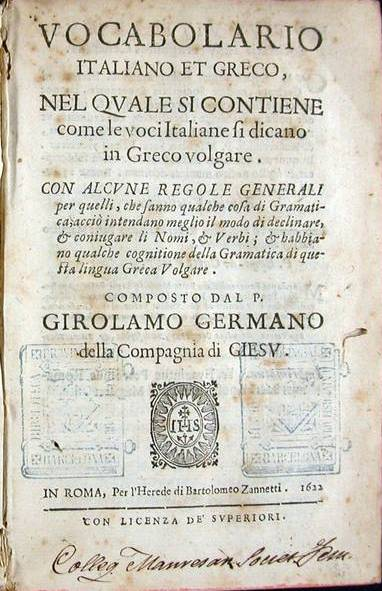
Girolamo Germano, Titelseite des Vocabolario italiano et greco, 1622

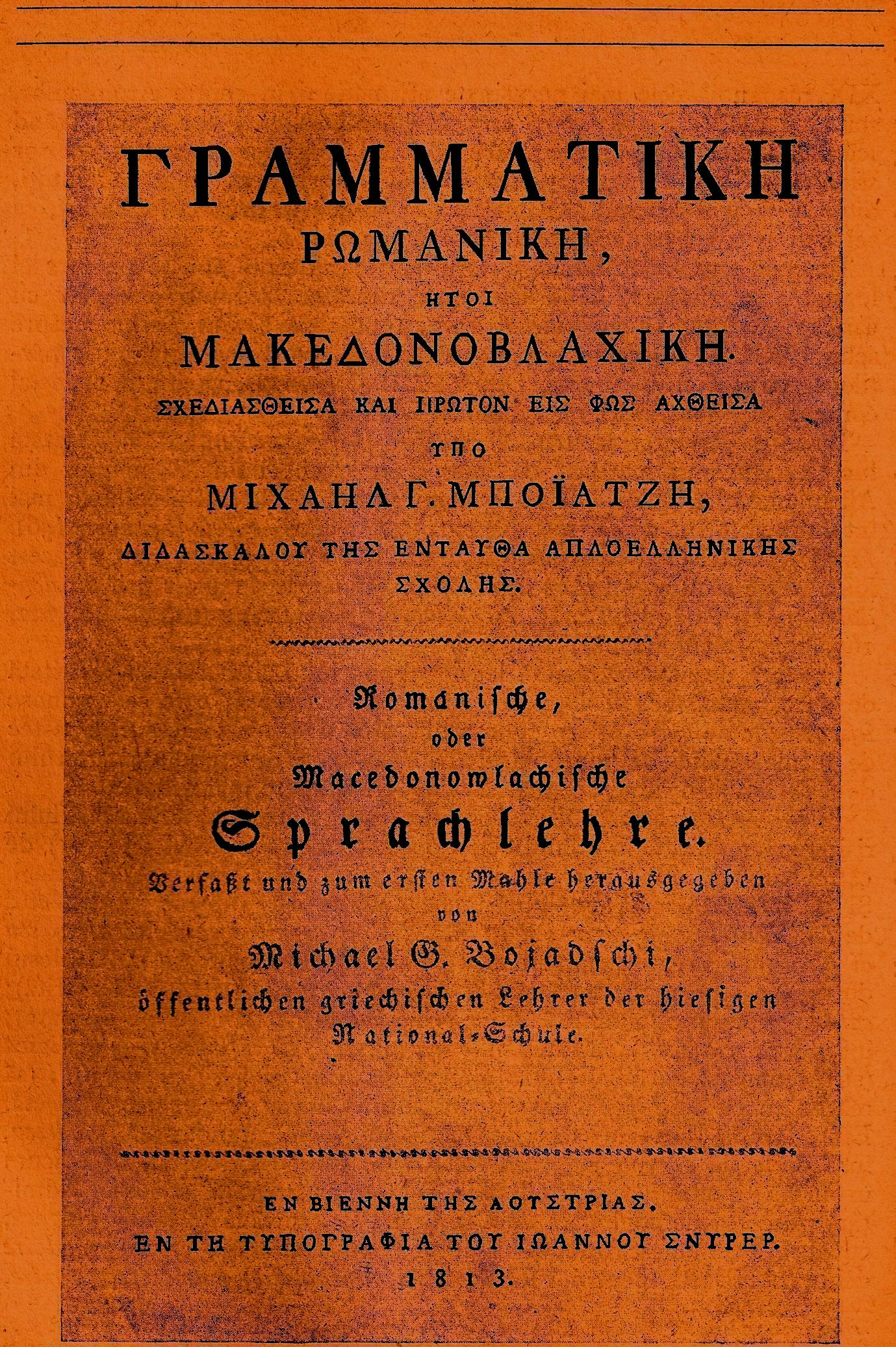
Michael George Bojadschi, Titelblatt der aromunischen Grammatik, 1813

- Émile Legrand (Hrsg.): Νικολάου Σοφιανοὺ τοῦ Κερκυραίου Γραμματικὴ τῆς κοινῆς τῶν ῾Ελλήνων γλώσσης νῦν τὸ πρῶτον κατὰ τὸ ἐν Παρισίοις χειρόγραφον ἐκδοθεῖσα ἐπιμελείᾳ και διορθώσει Αἰμυλίου Λεγρανδίου. Ἐν τῷ γραφείῳ τῆς Πανδώρας, Ἀθήνησιν und Maisonneuve, Paris 1870 (Collection de monuments pour servir à l’étude de la langue néo-hellénique, no. 6: Grammaire de la langue grecque vulgaire par Nikolaos Sophianos) – (griechisch, französisch; Digitalisat, PDF [8,9 MB], Bodleian Libraries).
  - Erweiterte zweite Auflage unter dem Titel: Nicolas Sophianos, Grammaire du grec vulgaire et traduction en grec vulgaire du Traité de Plutarque sur l'éducation des enfants. Maisonneuve, Paris 1874, (französisch, griechisch; Digitalisat im Textarchiv – Internet Archive; weiteres Digitalisat, PDF [17 MB], Bodleian Libraries). – Rezension von Bernhard Schmidt, in: Jenaer Literaturzeitung. 1874, Nr. 35, S. 568–569 (Digitalisat, Universität Jena).
- Vocabolario italiano et greco, nel quale si contiene come le voci Italiane si dicano in Greco volgare. Con alcune regole generali per quelli che sanno qualche cosa di Gramatica, acciò intendano meglio il modo di declinare, & coniugare li Nomi, & Verbi; & habbiano qualche cognitione della Gramatica di questa lingua Greca volgare. Composto dal P. Girolamo Germano della Compagnia di GIESV. In Roma, per l’Herede di Bartolomeo Zannetti 1622 (italienisch; Digitalisat 1, Digitalisat 2, Google Books).
  - Hubert Pernot (Hrsg.): Girolamo Germano: Grammaire et vocabulaire du grec vulgaire publiés d'après l'édition de 1622. Fontenay-sous-Bois 1907 (thèse supplémentaire présentée à la faculté des lettres de l'Université de Paris) – (französisch; Digitalisat im Textarchiv – Internet Archive). –
Enthält eine ausführliche Einleitung zur Geschichte der neugriechischen Grammatik und Lexikographie bis ins 19. Jahrhundert. –
Anzeige von R. Bousquet, in: Échos d'Orient. 11, no. 72, 1908, S. 317–318 (Digitalisat).
- Simon Portius (Simone Porzio): Grammatica linguae graecae vulgaris. Reproduction de l'édition de 1638 suivie d'un commentaire grammatical et historique par Wilhelm Meyer avec une introduction de Jean Psichari. E. Bouillon et E. Vieweg, Paris 1889, (französisch, lateinisch, griechisch; Digitalisat im Textarchiv – Internet Archive).
- Γραμματική Ρωμανική ήτοι Μακεδονοβλαχική. Romanische oder Macedonowlachische Sprachlehre. Verfasst und zum ersten Mahle herausgegeben von Michael G. Bojadschi, Wien 1813 2. Auflage, Bukarest 1863 (231 Seiten; deutsch, griechisch).
  - Gramaticã românã sau macedo-românã. Bukarest 1915.
  - Romanische oder macedonowlachische Sprachlehre. Γραμματική Ρωμανική ήτοι Μακεδονοβλαχική (Auszug griechisch und deutsch), in: Aromunische Studien. Salzburg 1981 (Studien zur rumänischen Sprache und Literatur, 5).
  - Gramaticā aromānā icā macedonovlahā. Hrsg. von V. G. Barba, Freiburg im Breisgau 1988.
- Kurzgefaßte neugriechische Sprachlehre nebst einer Sammlung der notwendigsten Wörter, einer Auswahl von freundschaftlichen Gesprächen, Redensarten, Sprüchwörtern und Leseübungen; zunächst für die griechische Jugend in den k. k. österreichischen Staaten, und dann für Deutsche, welche sich diese Sprache eigen machen wollen, bestimmt = Σύντομος γραμματική της γραικικής γλώσσης. Wien 1821 (380 Seiten; Digitalisat, Google Books).
- Paul Anton Fedor Konstantin Possart: Neugriechische Grammatik nebst einer kurzen Chrestomathie mit einem Wörterbuch, für den Schul- und Privatgebrauch. Herausgegeben von Dr. Fedor Possart. Bei Herrmann Reichenbach, Leipzig 1834 (Digitalisat, Google Books).
- Friedrich Wilhelm August Mullach: Grammatik der griechischen Vulgarsprache in historischer Entwicklung. Berlin 1856 (Digitalisat im Textarchiv – Internet Archive).